# Copa del Atlántico 1960
La Copa del Atlántico 1960 fue la segunda edición de la competición sudamericana creada en 1956), que tuvo como organizadores a Argentina, Brasil y Uruguay. En esta edición, Paraguay fue incluido. En esta edición Brasil sería nuevamente el campeón, logrando así el bicampeonato.

## Resultados[1][2]
| Equipo    | Pts | PJ | PG | PE | PP | GF | GC | Dif |
| --------- | --- | -- | -- | -- | -- | -- | -- | --- |
| Brasil    | 4   | 3  | 2  | 0  | 1  | 7  | 3  | +4  |
| Argentina | 4   | 3  | 2  | 0  | 1  | 6  | 5  | +1  |
| Uruguay   | 4   | 3  | 2  | 0  | 1  | 3  | 5  | -2  |
| Paraguay  | 0   | 3  | 0  | 0  | 3  | 2  | 5  | -3  |

| 3 de julio de 1960 | Paraguay   | 1:2 (0:1) | Brasil                             | Estadio Dr. Nicolás Leoz, Asunción                                     |                                                                        |
|                    | Cabrera 84 | Reporte   | Delém 76 · Almir Pernambuquinho 11 | Asistencia: ¿? espectadores Árbitro(s): Juan Carlos Armental (Uruguay) | Asistencia: ¿? espectadores Árbitro(s): Juan Carlos Armental (Uruguay) |

| 9 de julio de 1960 | Argentina | 1:0 (0:0) | Paraguay | Estadio Monumental, Buenos Aires                                  |                                                                   |
|                    | Sosa 71'  |           |          | Asistencia: ¿? espectadores Árbitro(s): João Etzel Filho (Brasil) | Asistencia: ¿? espectadores Árbitro(s): João Etzel Filho (Brasil) |

| 9 de julio de 1960 | Uruguay  | 1:0 (0:0) | Brasil | Estadio Centenario, Montevideo                                  |                                                                 |
|                    | Pérez 55 | Reporte   |        | Asistencia: ¿? espectadores Árbitro(s): Juan Brozzi (Argentina) | Asistencia: ¿? espectadores Árbitro(s): Juan Brozzi (Argentina) |

| 12 de julio de 1960 | Brasil                                       | 5:1 (3:1) | Argentina | Estadio Maracaná, Río de Janeiro                                       |                                                                        |
|                     | Chinesinho 18' · Pelé 22' 25' (p) · Pepe 83' |           | Sosa 6'   | Asistencia: ¿? espectadores Árbitro(s): Juan Carlos Armental (Uruguay) | Asistencia: ¿? espectadores Árbitro(s): Juan Carlos Armental (Uruguay) |

| 13 de julio de 1960 | Uruguay                                     | 2:1 (¿?:¿?) | Paraguay   | Estadio Centenario, Montevideo             |                                            |
|                     | Guillermo Escalada ¿?' · Rodríguez Peña ¿?' |             | Cabral ¿?' | Asistencia: ¿? espectadores Árbitro(s): ¿? | Asistencia: ¿? espectadores Árbitro(s): ¿? |

| 17 de julio de 1960 | Argentina                            | 4:0 (0:0) | Uruguay | Estadio Monumental, Buenos Aires           |                                            |
|                     | Sanfilippo 48' 59' 69' · Jiménez 53' |           |         | Asistencia: ¿? espectadores Árbitro(s): ¿? | Asistencia: ¿? espectadores Árbitro(s): ¿? |